# Fotis Kontoglou

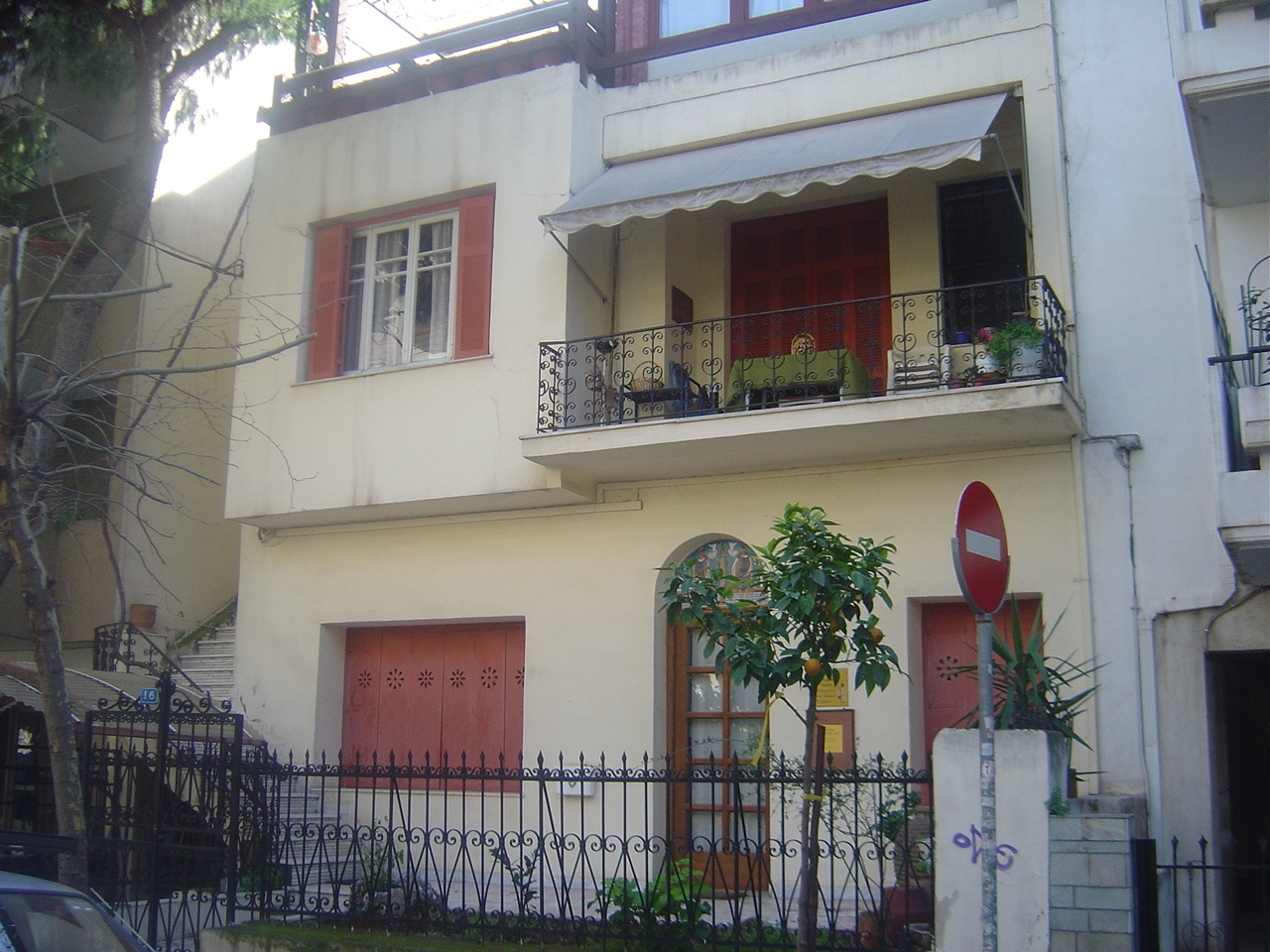
Haus von Fotis Kontoglou in Athen

Fotis (Fotios) Kontoglou (griechisch Φώτης Κόντογλου, auch Photios Kontoglou; * 8. November 1895 in Ayvalık; † 13. Juli 1965 in Athen) war ein bedeutender griechischer Maler und Schriftsteller. Er gilt als einer der bedeutendsten Vertreter der sogenannten „Generation der 30er-Jahre“ der griechischen Kunst. Zu seinen Schülern zählten Yannis Tsarouchis und Nikos Engonopoulos.

## Biographie und Werke
Fotis Kontoglou wurde unter dem Namen Fotios Apostolellis (Φώτιος Αποστολέλλης) im kleinasiatischen Ayvalik geboren, einem Küstenort gegenüber der Insel Lesbos. Sein Vater hieß Nikolaos Apostolellis und seine Mutter Despo Kontoglou. Ein Jahr nach seiner Geburt starb sein Vater. Die Vormundschaft über ihn und seine drei älteren Brüder übernahm sein Onkel Stephanos Kontoglou, ein Vorsteher des Klosters der Heiligen Paraskevi. Von da an trug er den Familiennamen seines Onkels. Seine Kindheit und Jugend verbrachte er in Ayvalik. Dort beendete er 1912 das Gymnasium. Während seiner Schulzeit war Kontoglou Mitglied einer Schülergruppe, die eine Zeitschrift mit dem Titel „Melissa“ (deutsch: Biene) herausgab. Kontoglou schmückte dabei die Zeitschrift mit Zeichnungen aus.
Nach seiner Schulzeit schrieb er sich an der Hochschule der Bildenden Künste Athen ein. Er machte dort aber nie einen Abschluss, sondern ging 1914 nach Paris. Dort studierte er Werke der verschiedensten Stilrichtungen der Malerei. In dieser Zeit arbeitete Kontoglou als künstlerischer Leiter für die Zeitschrift Illustration. 1916 gewann er den ersten Preis in einem Wettbewerb für die künstlerische Gestaltung des Romans Hunger des norwegischen Literaturnobelpreisträgers Knut Hamsun. 
Im Jahre 1917 unternahm er eine Reise nach Spanien und Portugal und kehrte 1918 zurück nach Frankreich. Im gleichen Jahr verfasste Kontoglou sein erstes literarisches Werk mit dem Titel Pedro Cazas. Nach dem Ende des Ersten Weltkriegs kehrte er 1919 zurück nach Griechenland. Dort gründete er gemeinsam mit den Schriftstellern Ilias Venezis und Stratis Doukas den Kulturverein „Neue Menschen“. Es folgte die Veröffentlichung von Pedro Cazas. An der Mädchenschule von Ayvalik trat Kontoglou eine Stelle als Lehrer für Französisch und Kunstgeschichte an.
Während der Kleinasiatischen Katastrophe fand Kontoglou Zuflucht auf der Insel Lesbos. Später ging er auf Einladung einiger Schriftsteller, die begeistert seinen Roman gelesen hatten, nach Athen. Zu diesen Schriftstellern zählten Elli Alexiou, Markos Augeris, Galatia Kazantzakis und Nikos Kazantzakis. Im Jahre 1923 reiste Kontoglou, ein gläubiger Christ, zum Heiligen Berg Athos. In den Klöstern kam er in Berührung mit der byzantinischen Malerei. Kontoglou verfasste zahlreiche Texte über die byzantinische Malerei und malte Bilder. Nach seiner Rückkehr veröffentlichte er den Bildband Die Kunst des Athos und zeigte seine Bilder erstmals auf einer Kunstausstellung. 
1925 heiratete er Maria Chatzikambouris. Das Paar ließ sich im Athener Stadtteil Nea Ionia nieder. Neben seiner Beschäftigung mit der Kunst arbeitete Kontoglou fortan als Ikonenrestaurator für das Byzantinische Museum von Athen in Mystra auf dem Peloponnes und für das Koptische Museum von Kairo. Auch malte er Heiligenbilder in Kirchen, hauptsächlich in Attika, aber auch in der Verkündigungskathedrale auf Rhodos und in anderen Orten Griechenlands. Kontoglou malte auch ein großes Wandbild im Rathaus von Athen, Porträts (unter anderem des Schriftstellers Alexandros Papadiamantis) und Bilder mit historischen oder religiösen Bezügen. Dabei entwickelte er teilweise auch einen eigenen Malstil, zwischen byzantinischer Malerei und moderner Malerei. Zu seinen schriftstellerischen Werken zählen neben Pedro Cazas die Bücher: Giavas Thalassinos, Ayvalik, meine Heimat, Gesegneter Zufluchtsort, Meere, Boote und Schiffsherren.
1961 wurde sein Buch Ausdrucksformen der orthodoxen Ikonographie von der Akademie von Athen ausgezeichnet. 1963 erhielt sein Buch Ayvalik, meine Heimat einen Preis griechischer Literaturkritiker. Im gleichen Jahr ehrte ihn die Akademie von Athen für sein Lebenswerk.
Kontoglou starb am 13. Juli 1965 an den Folgen einer postoperativen Infektion.